# Comuna Vorobiivka, Dunaiivți
Vorobiivka (în ucraineană Воробіївка) este o comună în raionul Dunaiivți, regiunea Hmelnîțkîi, Ucraina, formată din satele Panasivka și Vorobiivka (reședința).

## Demografie
Componența lingvistică a comunei Vorobiivka
     Ucraineană (98,85%)
     Alte limbi (0,98%)
Conform recensământului din 2001, majoritatea populației comunei Vorobiivka era vorbitoare de ucraineană (98,85%), existând în minoritate și vorbitori de alte limbi.